# Alpha Sagittarii
Alpha Sagittarii (α Sagittarii / α Sgr) ist ein Hauptreihenstern im Schützen. Alpha Sagittarii hat eine scheinbare Helligkeit von +3,96 mag und gehört der Spektralklasse B8 an. Alpha Sagittarii ist 170 Lichtjahre entfernt und besitzt eine Oberflächentemperatur von etwa 12000 Kelvin.
Er trägt den historischen Eigennamen Rukbat al Rami oder bzw. Rukbat von arabisch ركبة الرامي, rukbat al-rāmī, "Knie des Schützen".